# 田口一男
田口 一男（たぐち かずお、1925年（大正14年）5月11日 - 1983年（昭和58年）5月1日）は日本の政治家。日本社会党所属の衆議院議員。三重県尾鷲市出身。

## 略歴
- 1925年（大正15年）に尾鷲市南浦の樵である林業従事者（山林労働者）の家庭に生まれる。1940年（昭和15年）に尾鷲市立尾鷲高等小学校を卒業する。
- その後、愛知県豊田市に行きトヨタ自動車の前身の自動車工場に就職した。自動車工場の製造工となった。独学で勉強して実検試験に合格する。1945年（昭和20年）3月には、技術学校である豊田工科青年学校（現在のトヨタ工業学園）を卒業する。
- 同年5月、徴兵のため陸軍に現役入隊。乙種幹部候補生を志願して福岡県大刀洗町の航空部隊に配属された。
- 復員後、尾鷲郵便局に勤務する。1948年（昭和23年）に三重県職員として北牟婁地方事務所に就職した。[1]
- 以下の労働活動の役職を歴任した。

1. 三重県職員労組の中央委員
2. 三重県職員労組の委員長
3. 自治労の三重県本部長

- 三重県の社会党は右派の中井徳次郎と日本社会党左派執行部の成田知巳委員長が対立して、社会党右派中井徳次郎に対する社会党左派の対抗馬として、1967年（昭和42年）1月29日の第31回衆議院議員総選挙で新人の福島重之を樹立して、その後、田口を1969年（昭和44年）12月27日の第32回衆議院議員総選挙で擁立したが、42,538票を獲得したが7位で落選した。
- 三重県の日本社会党は右派と左派に分裂して、右派から民社党になった社会党右派を支持する労組と、上野市の中井徳次郎の後援会組織は、中井家の世襲として息子中井洽が継承して、左派労組は田口一男が継承した。田口一男の死後に、伊藤忠治が日本社会党の後継者となり、労組の後輩として立候補する事となり、三重県北部（三重1区）の左派労組を継承した。三重県の社会党は中井家を民社党に追い出す形となり、労組は田口一男が継承した。
- 1972年（昭和47年）の第33回衆議院議員総選挙で旧三重1区から立候補して、4位当選で77309票を獲得した。47歳で初当選をした。
- 以後、連続4期当選をする。
- 1976年（昭和51年）12月5日の第34回衆議院議員総選挙では74,967票を獲得して4位当選をする。
- 1979年（昭和54年）10月7日の第35回衆議院議員総選挙では88,000票を獲得して3位当選をする。
- 1980年（昭和55年）6月22日の第35回衆議院議員総選挙では81,219票を獲得して4位当選をする。
- 衆議院の委員会では、以下の委員会の所属してこれらの問題に取り組んだ。

1. 社会労働委員に所属して年金問題の専門家になる（年金問題に取り組み）
2. 商工委員に所属して中小企業問題の専門家になる（中小企業問題に取り組み）
3. 公害委員に所属して公害問題の専門家になる四日市ぜんそく問題に取り組んだ。

- 各衆議院の委員会を歴任して、「年金の田口」と云われる。社会政策派で日中友好にも貢献した。

## 急死
- 津市に孫たちと共に住所を移して生活していたが、1983年（昭和58年）、衆議院議員在職中に急死した。
- 偶然の因縁で労組出身議員として労働者の祭りの日である（メーデー）の5月1日が田口一男の命日となり、後継者の伊藤忠治は翌日の5月2日が誕生日である。
- 晩年の昭和58年に伊勢新聞社の国会議員の日記の特集があり、「労災保険の運用見直しの時期」を寄稿したのが絶筆となった。
- 同年4月23日の夜、津市議会議員選挙の応援のため会場に向かう途中の車の中で「頬がしびれる」と身体の異常を訴えて入院、4月24日から昏睡状態が続き、4月29日には医師と日本社会党関係者と田口の家族の話し合いで不出馬がとなり、労組の後輩である伊藤忠治の後継が決まった。
- 5月1日、脳内出血のため、三重大学医学部附属病院で死去した。57歳没。統一地方選挙の応援で東京と津市への往復の繰り返しによる過密スケジュールが祟った過労死であった。
- 同年5月10日、特旨を以て位記を追賜され、死没日付をもって従四位勲二等に叙され、瑞宝章を追贈された[2]。

## 追悼演説
- 1983年（昭和58年）5月25日に同じ三重1区のライバル候補であり木村俊夫衆議院議員によって追悼演説が行われた。

追悼演説は以下（原文の元号で表記する）である。
- 君は、このたびの地方統一選挙中、立候補者の応援に東奔西走されておりましたが、昭和58年4月23日の夕刻、突然体の異常を訴えられ、入院を余儀なくされました。そのとき、君は、昭和58年4月25日の月曜日には東京で仕事が待っているので、入院を早く切り上げて帰京しなくてはと申されたそうで、軽い気持ちの御入院であったとのことであります。しかし、翌日からの君の容体の急変を、そのときだれ一人として予測することはできませんでした。君とともに学び、君とともに歩んだ労働者の祭典、メーデーのさわやかな早朝に、医師団の懸命の手当ても、御家族の切なる回復の願いもむなしく、君は57年の生涯を静かに閉じられました。君の急逝を知り、私は、人の命のはかなさと、私ども政治家の持つ宿命の厳しさに、改めて胸ふさがるる思いをいたしたのであります。私は、ここに、議員各位の御同意を得て、議員一同を代表し、謹んで哀悼の言葉を申し述べたいと存じます。
- 田口一男君は、大正14年5月11日に三重県尾鷲市南浦で山林労働者の家庭に生をうけられました。君は、幼少のころより、すぐれて利発であり、尾鷲小学校の時代には成績抜群のまじめな優等生でありました。御家庭の事情は中学への進学を許さず、小学校を卒業すると、愛知県豊田市のトヨタ工科青年学校に進まれました。
- そして昭和20年3月、卒業と同時に、トヨタ自動車工業に入社されました。当時、太平洋戦争の敗色は日増しに濃くなり、日本国の運命は大きなあらしの中に揺れ動いていた時期でもありました。昭和20年7月、現役日本兵として入隊された田口君は、大刀洗航空隊に幹部候補生として配属されましたが、間もなく迎えた終戦により、君は、まさに九死に一生を得て復員されました。田口君は、青春の日々を戦火のもとで、さらに戦後の混乱の中で過ごされ、君の平和に対する希求、社会の安定に対する願いが特に強かったのも当然のことであったと申せましょう。
- 故郷尾鷲に帰られた君は、尾鷲郵便局に勤務された後、昭和23年2月には三重県庁に奉職されました。二十年間に及ぶ県庁での経験は、君の郷土に対する深い理解と郷土愛を育て上げたのであります。
- ことに、この間、北牟婁地方事務所において保護家庭の仕事を担当されたことは、君のその後の進路に大きな影響を与えたのであります。社会的に弱い者を保護する必要に目覚め、さらには働く者の生活の擁護をと思い立った君は、組合運動に身を投ずることを決意されたのであります。君がその後、社会保障と福祉の問題についてエキスパートとして大成されたのも、この時代の経験によるところが大きかったと申せましょう。生来、誠実にしてまじめ一方の君は、組合活動に入られてもこつこつと運動一筋に進まれ、組織の強化させて、労働条件の維持と改善、社会保障問題等に真剣に取り組まれ、たちまちのうちに多くの組合員の信望を得られたのであります。
- やがて君は推されて、昭和33年に三重県職員労働組合書記長。昭和36年に三重県職員労働組合中央執行委員長、昭和42年には、三重県労働組合協議会議長に就任され、三重県下の労働運動の指導者として、勤労者の福祉の推進、社会保障制度の確立に多大の貢献をされたのであります。
- 君は、昭和35年に日本社会党に入党して、長年の組合活動の実践の中で、幾多の問題が政治の場でなければ解決されないことを痛感され、その実現を国政にと決意し、昭和44年12月に行われた第32回衆議院議員総選挙に立候補されました。惜しくも当選を果たすことができませんでしたが、捲土重来、昭和47年12月に行われました第33回衆議院議員総選挙に再出馬されて、選挙民の圧倒的な支持を得て、みごと初当選の栄冠を得られたのであります。
- 衆議院に議席を得られてから君は、以下の委員会の所属した。

1. 社会労働委員会
2. 公害対策並びに環境保全特別委員会
3. 商工委員会
4. 災害対策特別委員会

- これらの委員会の委員として、あるいは理事として、幾多の問題の解決に参画され、卓越した識見を披瀝し、ぬきんでた指導力を発揮して、多くの業績を上げられました。
- とりわけ君は、社会労働委員会におきまして、君の初志でもあり選挙公約でもありました労働、福祉、社会保障の問題の追求と解決に専念され、存分に活躍されたことは、衆目の一致するところであります。この間、君が関与され、その尽力によって成立を見た法案や、また、その対策が樹立され、その措置がとられました問題は、きわめて多数に上るのであります。児童扶養手当の改善、国民の老後保障等の充実強化のための厚生年金保険法改正案、寡婦に対する各種施策を改善するための母子福祉法改正案、ベビーホテルに対する規制整備のための児童福祉法改正案等、さらにはまた、ボランティア活動の拡大等々に尽くされた君のたゆまない努力、問題についての真摯な取り組み、時代を先取りする鋭い識見、果敢な決断、そしてまた、問題取りまとめのための幅広い調整力には、感嘆を禁じ得ないところであります。
- 特に、君は、早くから時代の変化を予見され、医療保険制度・年金制度等の全般にわたり、常に党派を超えた高い立場から、その健全な発展と基盤育成のために献身的な努力を続けてこられました。君の輝かしい業績と、君のこれからの活躍に寄せられた期待は大きく、「年金の田口」「福祉の田口」の声が世にほうはいとして起こったのも、けだし当然と申せましょう。
- 昭和56年10月15日にこの壇上において、君が日本社会党を代表して、当時の鈴木善幸総理大臣に対して、「健やかに老いた幸福な老人たちをわれわれの周囲に持つことは社会全体の利益である」との観点から、老人保健法の質疑に際して、診療報酬の支払い方式、老人医療費の問題等について鋭く追及されたことは、私どもの記憶に新たなところであります。
- 君は、党におきましても、砂糖産業合理化対策特別委員長⇒社会保障政策副委員長⇒労働政策委員長⇒失業問題対策副委員長⇒育児休業対策特別委員長⇒年金改革総合副委員長の要職を歴任されて、日本社会党の政策立案の担い手として、常に生活優先を念頭に政策を掲げ、粘り強く行政の転換を迫り、国政に反映されました。かくして、衆議院議員に当選すること4回、在職10年7カ月に及び、その間、国政に尽くされた功績はまことに偉大なるものがあります。
- 君は、国政に専念する傍ら、ふるさと三重への愛情はいつまでも変わることがありませんでした。県庁に長年御勤務になったという貴重な経験は、君自身、故郷が何を求めているか、いま必要な施策は何かを熟知され、郷土三重県の発展にも全力を挙げて取り組んでこられました。
- 労働問題と福祉問題はもちろんのこと以下の問題に取り組んだ。

1. 伊勢湾の赤潮問題
2. 四日市ぜんそくなどの四日市公害問題
3. 三重県下産業の業種指定問題
4. 砂糖産業合理化問題

- これらの問題の解決のために尽力されるなど、君の多くの業績の跡が残されております。田口君、君は平素からはでに振る舞うことを好まず、人に愛想の一つを言うことさえも不得手な人でありました。
- しかし、信念はあくまでかたく、仕事に対しても対人関係におきましても、じみに、誠実に努力を積み重ねていくという、知れば知るほど味わいの深い人でありました。君のこのような人柄に好意を寄せる人は多く、君の連続当選4回、在職十年余の基盤は、このようなところにあったのではないかと思われます。
- 君の出生地の尾鷲は、風光明媚の地であります。しかし、その気象の激しさは日本屈指の土地でもあります。そのような自然が、君の内に秘める強さを形成したものでありましょう。また、君を「尾鷲の自然薯」にたとえる人がありますが、君はまさに自然薯のごとく素朴で、土の清浄な香りに満ち、何ものにもくじけない粘り強さを感ずるのであります。人に接するに温顔、難事にくじけない君の心根に、熊野灘の潮騒を思い浮かべるのであります。もとより日常きわめて多忙な君ではありましたが、ときには木刀の素振りに汗し、心身の統一を図るとともに、政治の疲れをいやしておられたとのことであります。
- また、若いころ、一時、小説家を志すほど文筆の才にすぐれ、日ごろの心境を素直に俳句に託しておられます。「春灯下拍手喧し議事了える」「読初めの戦争論にとまどいぬ」「萩薄老人ホームに至る道」句作は、君にとって心を洗う道でもありました。君のまじめのうちにも、温かいユーモアがこもっていることを、改めて痛感するものであります。
- いま、わが国の社会は高齢化が進み、医療、社会福祉、社会保障制度の見直しが大きな政治問題となっており、福祉国家としての国民の要請は、多様化の一途をたどっております。年金問題一つをとりましても、いかに対応すべきかが問われております。このようなときに、指導的役割りを期待された君を失いましたことは、きわめて大きな損失であります。
- 田口君、あなたは道半ばにして、しかも、これからあなたの活躍される時代がまさに始まろうとするこのときに、忽然として去っていかれました。まことに痛惜のきわみであります。もはや、この議場において、あの田口君の温容に接することはできません。多くの人々から愛された大衆政治家、田口一男君を失いましたことは、日本社会党のみならず、本院にとっても、国家にとりましても、大きな損失と申さなければなりません。ここに、田口一男君の生前の御功績をたたえ、そのお人柄をしのび、心から御冥福をお祈りして、追悼の言葉といたします。

## 支持層・政策
- 労働組合の出身者として労働者の支持があり、社会政策派で労働福祉関係の労働福祉族議員と知られていた。国民の要請で福祉国家を建設するという高い理想主義者であり、福祉政策を唱える政治家であった。社会政策として働かない幸福度社会の高度福祉国家の戦後日本建設を目指していた。
- 三重県民なら全員を対象として保守層（自由民主党・新自由クラブ）・中道層（公明党・民社党）・革新層（日本社会党・日本共産党）の各支持層から信頼を得ようとした。三重県の「職労委員長」として、福祉や年金問題に詳しくて、「商工労働委員」として中小企業の育成に力を入れた。[3]

## エピソード
- 第33回衆議院議員総選挙で当選した1期目の1972年（昭和47年）から～1976年（昭和51年）までには、一志郡美里村の戦病死した息子を持つ父親の年金が不受給である話を聞き、受給できるように証言を聞き回り協力したエピソードがある。
- 支持者からは代議士や先生ではなくて田口さんと呼ばれている。平成から令和初期に活躍している同姓同名の日本共産党の革新政治家の田口一男と比較されている。

## 質問
- 内閣衆議院質問96第17号を1982年（昭和57年）8月10日に内閣総理大臣の鈴木善幸と衆議院議長の福田一に三重造船の企業再建と国際興業の社会的適責任並びに労使紛争に関する質問と答弁書を送付する。
- 内閣衆議院質問75第17号を1975年（昭和50年）4月22日に内閣総理大臣の三木武夫と衆議院議長の前尾繁三郎に住友重機及びその関連企業の富田機器と日特金属の労使紛争に関する質問と答弁書を送付する。
- 内閣衆議院質問84第56号を1978年（昭和53年）6月27日に内閣総理大臣の福田赳夫と衆議院議長の保利茂に日本化学工業株式会社のクロム工の疫学調査に関する質問と答弁書を送付する。